# Смарховиці-Шльонські
Смарховиці-Шльонські (пол. Smarchowice Śląskie) — село в Польщі, у гміні Намислув Намисловського повіту Опольського воєводства.
Населення — 321 особа (2011).

## Демографія
Демографічна структура станом на 31 березня 2011 року:
|          | Загалом | Допрацездатний вік | Працездатний вік | Постпрацездатний вік |
| -------- | ------- | ------------------ | ---------------- | -------------------- |
| Чоловіки | 159     | 28                 | 118              | 13                   |
| Жінки    | 162     | 39                 | 97               | 26                   |
| Разом    | 321     | 67                 | 215              | 39                   |